# Anna Freud
Anna Freud (Vienna, 3 dicembre 1895 – Hampstead, 9 ottobre 1982) è stata una psicoanalista austriaca.
Figlia di Sigmund Freud, si è dedicata prevalentemente alla psicoanalisi infantile e allo studio dei meccanismi di difesa dell'Io; ebbe come compagna per circa quarant'anni la psicoanalista americana Dorothy Burlingham con la quale scrisse importanti lavori pubblicati nella sua opera omnia.

## Biografia
Ultima figlia di Sigmund e Martha Freud, divenne psicoanalista e iniziò a occuparsi della psicoanalisi infantile. Assai noti sono i suoi scontri teorici con l'altrettanto nota psicoanalista austriaca Melanie Klein, che perdurarono dalla metà degli anni venti sino al gentlemen's agreement dopo le "Controversial discussions" che si tennero fra il 1942 e il 1944 a Londra. A differenza di Klein, Anna Freud non riteneva potessero svolgersi trattamenti psicoanalitici di bambini e bambine in età troppo precoce, a causa della loro presunta non analizzabilità per via della supposta mancanza di un transfert. Fu caposcuola della scuola psicoanalitica detta di "Psicologia dell'Io", che ebbe molta fortuna negli Stati Uniti.
In Europa questo orientamento teorico ebbe in Jacques Lacan il suo più tenace oppositore, poiché in essa egli vedeva un "accentramento" dello psichismo sull'Io, mentre riteneva che il "senso sovversivo" della psicoanalisi fosse proprio nel "decentramento" dello psichismo: il linguaggio dell'inconscio quale verità, di cui l'Io sarebbe solo un "sintomo". Anna Freud contribuì in particolare a concettualizzare, stabilire e sistematizzare il funzionamento dei meccanismi di difesa dell'Io, inizialmente intuiti da Sigmund Freud ed aggiungendone altri alla teorizzazione paterna. Oltre alla rimozione e a nove classici descritti dal padre, quali: regressione, modificazione attiva dell'Io, annullamento retroattivo, identificazione, proiezione, rivolgimento contro se stessi, trasformazione al contrario, sublimazione.
Aggiunse anche che l'identificazione con l'aggressore è una forma di altruismo, venendosi a creare una interazione tra l'individuo e un altro nel suo mondo. Ascetismo ed intellettualizzazione, due difese tipiche dello stadio di sviluppo dell'adolescenza, periodo dello sviluppo così importante per la persona; e per finire tre reazioni a forme di dolore: negazione in fantasia, negazione con atti e parole e limitazione dell'Io. Anna Freud inoltre tende a sottolineare un passaggio evolutivo da forme di difesa più semplici, o primitive, a forme di difesa più complesse, o più evolute.

## Opere
- Anna Freud, Dorothy Burlingham, Bambini senza famiglia, Roma, 1972, Astrolabio
- Anna Freud, Thesi Bergmann, Bambini malati, Torino, 1974, Bollati Boringhieri
- Anna Freud, Opere. Vol. 1: 1922-1943, Torino, 1985, Bollati Boringhieri
- Anna Freud, Opere. Vol. 2: 1945-1964, Torino, 1985, Bollati Boringhieri
- Anna Freud, Opere. Vol. 3: 1965-1975, Torino, 1985, Bollati Boringhieri
- Anna Freud, Conferenze per insegnanti e genitori, Torino, 1986, Bollati Boringhieri
- Anna Freud, L'aiuto al bambino malato, Torino, 1987, Bollati Boringhieri
- Anna Freud, Lezioni a Harvard. Il bambino, il suo ambiente, il suo sviluppo psichico, Milano, 1991, Raffaello Cortina
- Anna Freud, Normalità e patologia del bambino. Valutazione dello sviluppo, Torino, 2003, Feltrinelli
- Anna Freud, Psicanalisi per educatori, Roma, 2006, Armando Editore
- Anna Freud, Infanzia e adolescenza, Torino, 2012, Bollati Boringhieri
- Anna Freud, L'osservazione del bambino, prefazione di Giorgio Meneguz, Torino, 2012, Bollati Boringhieri
- Anna Freud, La formazione psicoanalitica, Torino, 2012, Bollati Boringhieri
- Anna Freud, Psicoanalisi ed educazione, Torino, 2012, Bollati Boringhieri
- Anna Freud, L'analisi infantile, prefazione di Giorgio Meneguz, Torino, 2012, Bollati Boringhieri
- Anna Freud, L'io e i meccanismi di difesa, Milano, 2012, Giunti Editore